# Физическа органична химия
Физическата органична химия е интердисциплинарна научна област, прилагаща експериментални методи на физикохимията към изучаваните от органичната химия органични съединения, с особен интерес към връзките между химичния строеж и реактивността. Сред прилаганите съвременни инструментални методи с рентгенова кристалография, ядрено-магнитен резонанс, електронно-спинов резонанс, инфрачервена спектроскопия, мас-спектрометрия.